# 挪威国铁7型客车
挪威国铁7型客车（Type 7）是挪威国家铁路于1982年投入运营的一型铁路客车，至今在挪威仍被使用。